# 三貂角
25°00′27″N 122°00′06″E / 25.007431°N 122.001736°E
三貂角乃臺灣本島海岸最東端一處遍布岩石的岬角，位於台灣東北角海岸國家風景區，新北市貢寮區福連（尚離宜蘭縣頭城鎮石城邊界將近5公里），為雪山山脈主脊往東北餘脈末端延伸入海的海岬地帶，也是當地熱門旅遊景點之一。

## 歷史

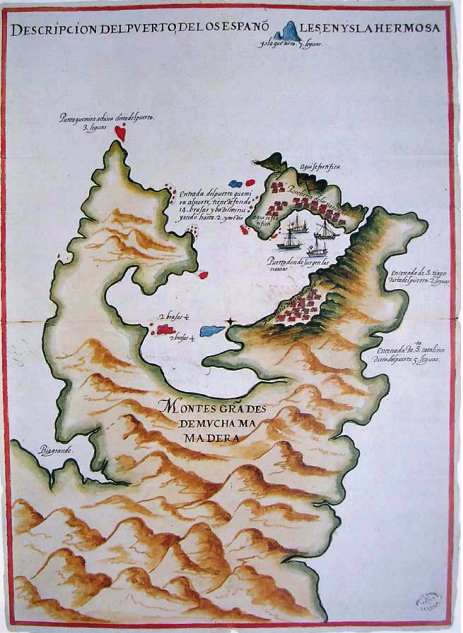
1626年馬尼拉的西班牙人Pedro de Vera所繪《艾爾摩沙島西班牙人港口描述圖》在台灣東北角標示「encenada de S. tiago, dista del puerto 2 leguas（三貂灣離港口2里格）」

1626年5月5日，來自菲律賓的西班牙船艦航抵臺灣東北角海域，準備進占北台灣，西班牙人將此地原住民村落以基督教聖人耶穌十二門徒之一聖雅各伯為名，西班牙語稱為（聖地牙哥），又有拼寫成；荷蘭文獻記此地為，其舊稱為（讀為）。:7-8,註24相傳西班牙人於此建立聖地牙哥城堡，1630年西班牙道明會傳教士在此興建聖雅各伯教堂，後被台灣人以台語將其西語名字轉譯成「三貂角」，並將此名擴大使用到附近的海角一帶，三貂角因而成為現今地名，與今日富貴角同為源於歐洲語言之地名。清代早期文獻除了稱此地為「三貂」外，亦有台語同音寫為「山朝」、「三朝」等，於是有台語「三朝」訛傳作「三貂」的附會說法，在清代新竹仕紳林占梅（1821-1868）於咸豐4年（1854年）作《詠三貂嶺》並序中提到：「三貂，原名三朝；極言路險且長，非三朝不能越。日久，訛傳作「貂」。蓋是處皆峻巔崇山，地為臺灣發脈之始，淡、蘭分界之域。」

## 三貂角燈塔

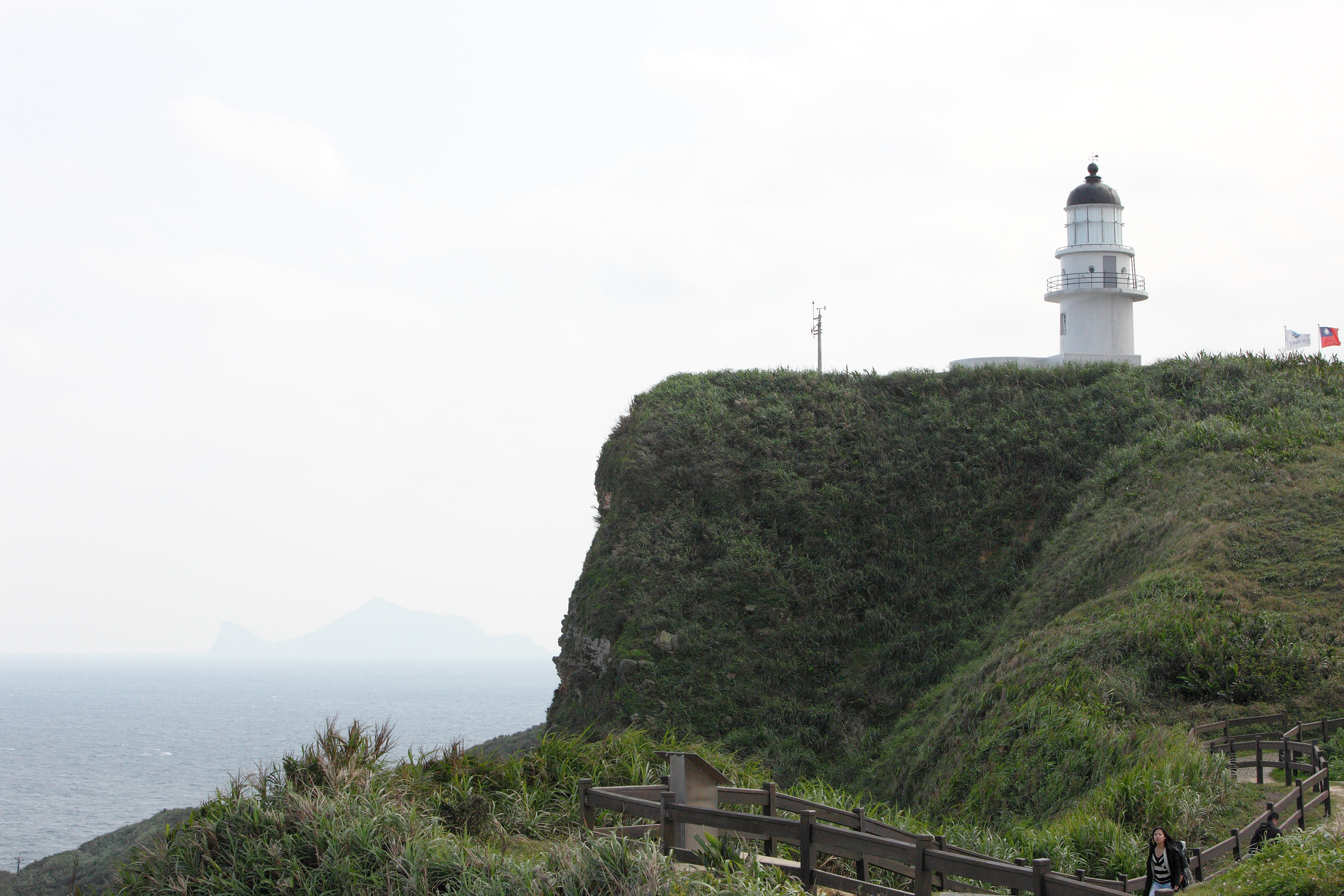
三貂角燈塔週邊風光一督

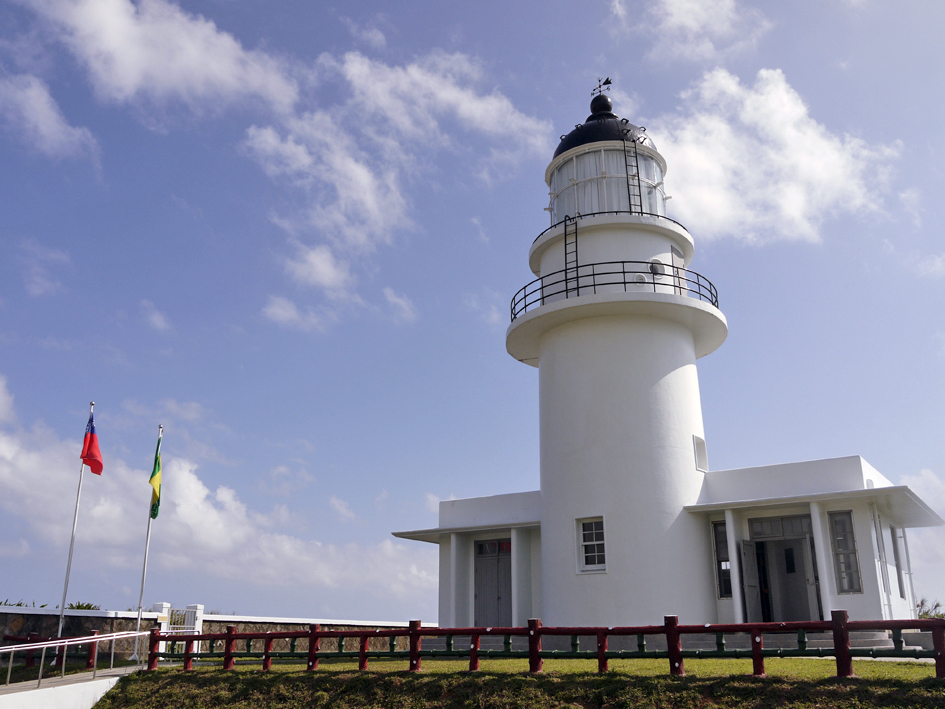
三貂角燈塔

1929年及1931年，日本船舶「撫順丸」及「華南丸」，先後於三貂角附近海域遭遇海難沉沒，台灣總督府因此於此地籌建燈塔，此燈塔今猶存，即「三貂角燈塔」。

## 外部連結
- 東北角海岸國家風景區
- 聖地牙哥紅豆湯（页面存档备份，存于）
- 【台灣，你好！】沙發環島空拍鷹眼系列 - 2015/7/24 台北貢寮三貂角燈塔 卷一（页面存档备份，存于）